# Los Pinos (México)
El Complejo Cultural Los Pinos, anteriormente Residencia Oficial de Los Pinos y referido coloquialmente como Los Pinos, fue la residencia del Presidente de los Estados Unidos Mexicanos desde 1934 hasta el 30 de noviembre de 2018. Desde el 1 de diciembre de 2018, es un espacio cultural abierto al público dentro del Bosque de Chapultepec.
La Residencia Oficial de Los Pinos constituía un extenso complejo habitacional y de oficinas a disposición del presidente de la república, cuyo costo de operación, entre los dos sexenios comprendidos entre 2006 y 2018, había acumulado alrededor de treinta mil millones de pesos (un promedio de dos mil quinientos millones mensuales), distribuido entre ampliaciones, remodelaciones, mantenimiento, gastos de operación, adquisición de insumos, enseres, abastecimiento y medidas de seguridad. 
Los Pinos incluían además de la "Casa Miguel Alemán" (vivienda habitual de los presidentes), la "Casa Lázaro Cárdenas" (usada para oficinas del presidente), la "Casa Adolfo Ruiz Cortines" (usada para eventos públicos de la presidencia), la llamada "Casa Anexa" (usada para alojamiento de visitantes y eventos sociales privados), un edificio administrativo de la Oficina de la Presidencia y dos cabañas reservadas también para alojamiento. Dentro del área de la residencia principal se encontraba una cancha de futbol rápido, una de tenis, un simulador de vuelo y una alberca.

## Construcción
En enero de 1853 el doctor don José Manuel de Pablo Martínez del Río, patriarca de una de las familias más adineradas del país en el Siglo XIX y la primera mitad del Siglo XX, le compró parte de las tierras y aguas de la zona conocida como Molino del Rey al Sr. don José María Rincón Gallardo (conde de Guadalupe), por las cuales pagó un total de dos mil trescientos treinta y cinco pesos y seis reales. El nuevo propietario edificó en estos terrenos un rancho al que denominó «La Hormiga», debido a que era la más pequeña de sus propiedades, la cual con el paso de los años fue transformada en una residencia. En el lugar existían dos casas, caballerizas, capilla y demás servicios ya descritos así como un estanque, donde existían diferentes especies de peces y cisnes.
La casa tipo chalet inglés, que dominaba los terrenos del rancho de la Hormiga fue construida por el doctor Martínez del Río a finales del siglo XIX, poseía techos de dos aguas con torreones a los lados. «Uno de los detalles más hermosos que tenía la construcción, enclavada en la mitad del frondoso bosque y en la parte más alta del terreno junto a una plazoleta, era la terraza a la cual se le llamaba La Varanda, y estaba naturalmente al aire libre».

## El primer presidente que la habitó

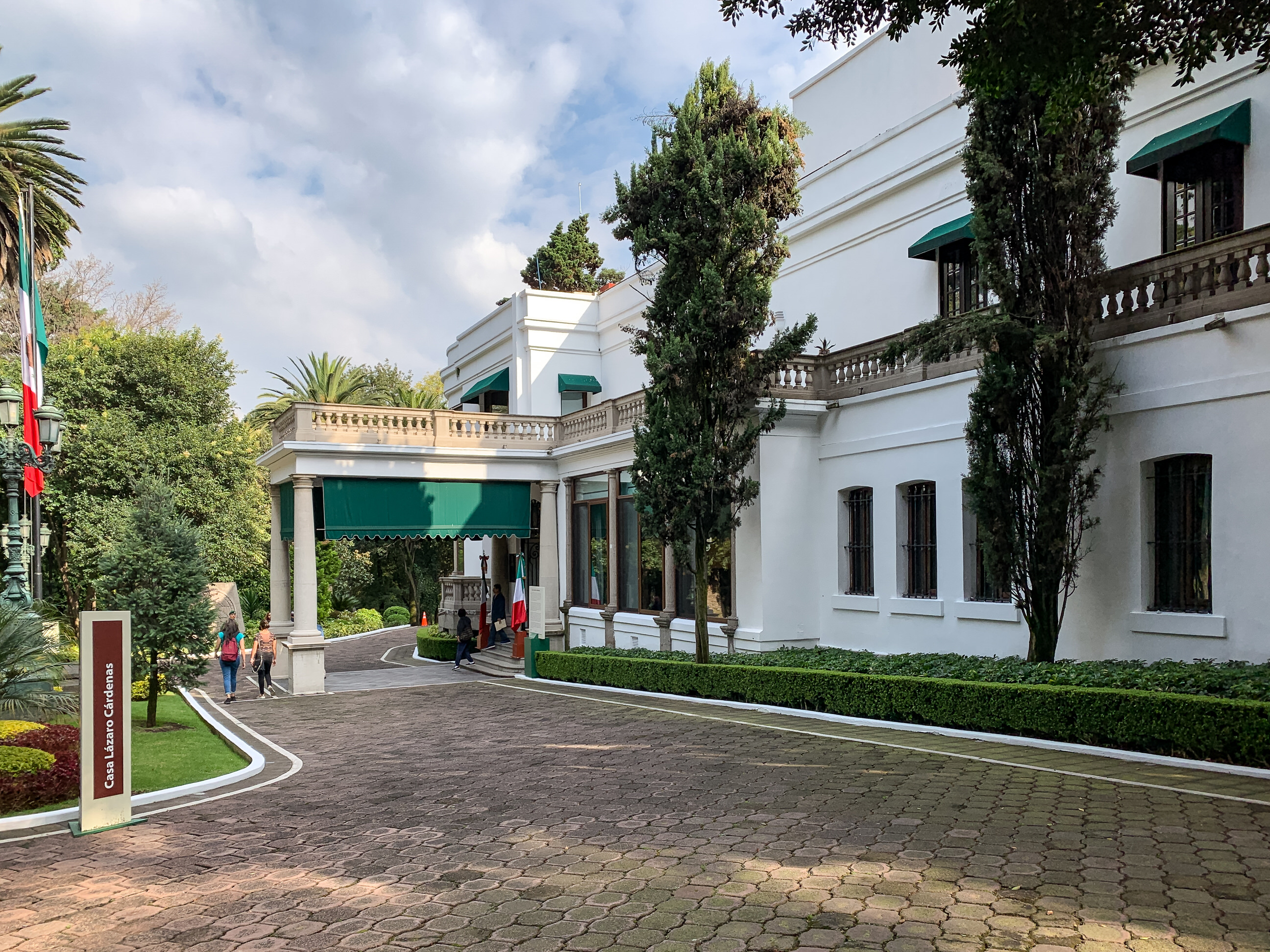
Casa «Lázaro Cárdenas».

El periodo presidencial de Lázaro Cárdenas inició el 1 de diciembre de 1934. El mismo día, después de la ceremonia de toma de posesión, declaró que no deseaba vivir en el Castillo de Chapultepec, pues le parecía muy ostentoso y deseaba que todos los mexicanos lo pudieran visitar, por lo que eligió para vivir el rancho «La Hormiga», debido a que estaba en pleno bosque de Chapultepec y a él le gustaba estar en contacto con la naturaleza. El nombre de «La Hormiga» no le pareció adecuado para la casa del presidente por lo que se lo cambió por el de «Los Pinos», en recuerdo al nombre de la huerta donde se enamoró de su esposa Amalia Solórzano, en Tacámbaro, Michoacán. 
El matrimonio Cárdenas llegó a vivir en marzo de 1935 y para adecuarla a las necesidades del presidente y su familia le hicieron una serie de reformas a la casa y las construcciones cercanas.

## Se convierte en residencia oficial
Cuando Lázaro Cárdenas fue elegido presidente de la nación, decidió ir a vivir a Los Pinos, a pesar del descontento popular, ya que gran parte de la ciudadanía consideraba que el lugar adecuado para el presidente era el Castillo de Chapultepec, a lo cual se negó y junto con su esposa se mudó a Los Pinos en marzo de 1935.
En el chalet tipo inglés (actualmente casa «Lázaro Cárdenas»), también vivieron sus sucesores Manuel Ávila Camacho y Miguel Alemán Valdés, siendo este último quien tomó la decisión de construir otra casa más grande y funcional, que a la postre serviría de oficinas a distintos mandatarios.

## La casa Miguel Alemán

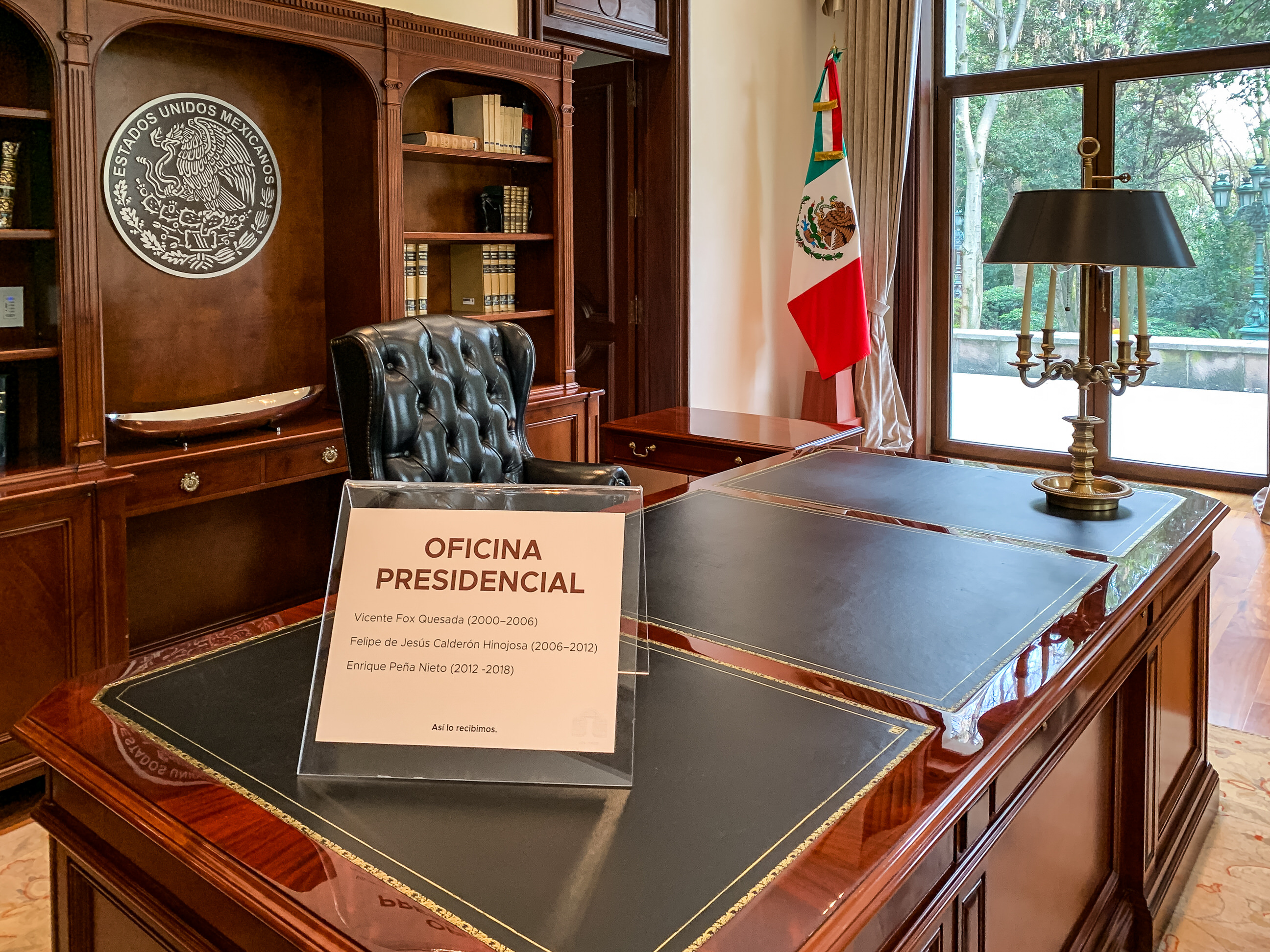
Oficina presidencial en Los Pinos.

Desde principios del mandato del Presidente Alemán se empezaron a recibir visitas de importantes personalidades del ámbito de la política y la cultura, así como jefes de Estado extranjeros en la Ciudad de México, por lo que las instalaciones del chalet resultaron insuficientes para hospedar a dichas personalidades, situación que se unió al hecho de que la familia Alemán era muy numerosa, por lo que se pensó en hacer una nueva residencia que facilitara la vida diaria del presidente y sus visitantes.
El arquitecto Manuel Girault Esteva hizo un proyecto inicial, el cual fue modificado después de algunos ajustes por el ingeniero Fernando Parra Hernández. A principios de 1947 se empezó la construcción de la nueva casa estilo francés, la cual se concluyó cinco años después. 
La edificación se hizo en tres niveles: en la parte superior, las habitaciones de familia; en la planta principal, los salones oficiales para recibir y despachar, y en la planta subterránea salas de juego y de fiestas.
La casa Miguel Alemán desde que fue construida ha sufrido modificaciones con el objetivo de adaptarla a las necesidades del presidente en turno. Siendo las más notorias las realizadas durante el sexenio de Vicente Fox, cuando convirtió la casa en oficinas aunque conservó la biblioteca, salones de eventos, comedor, salas y otras áreas de la mansión para usos posteriores.

## Ocupantes
Los presidentes que habitaron "Los Pinos" fueron:
- Lázaro Cárdenas del Río 1935-1940
- Manuel Ávila Camacho 1940-1946
- Miguel Alemán Valdés 1946-1952
- Adolfo Ruiz Cortines 1952-1958
- Adolfo López Mateos 1958-1964
- Gustavo Díaz Ordaz 1964-1970
- Luis Echeverría Álvarez 1970-1976
- José López Portillo 1976-1982

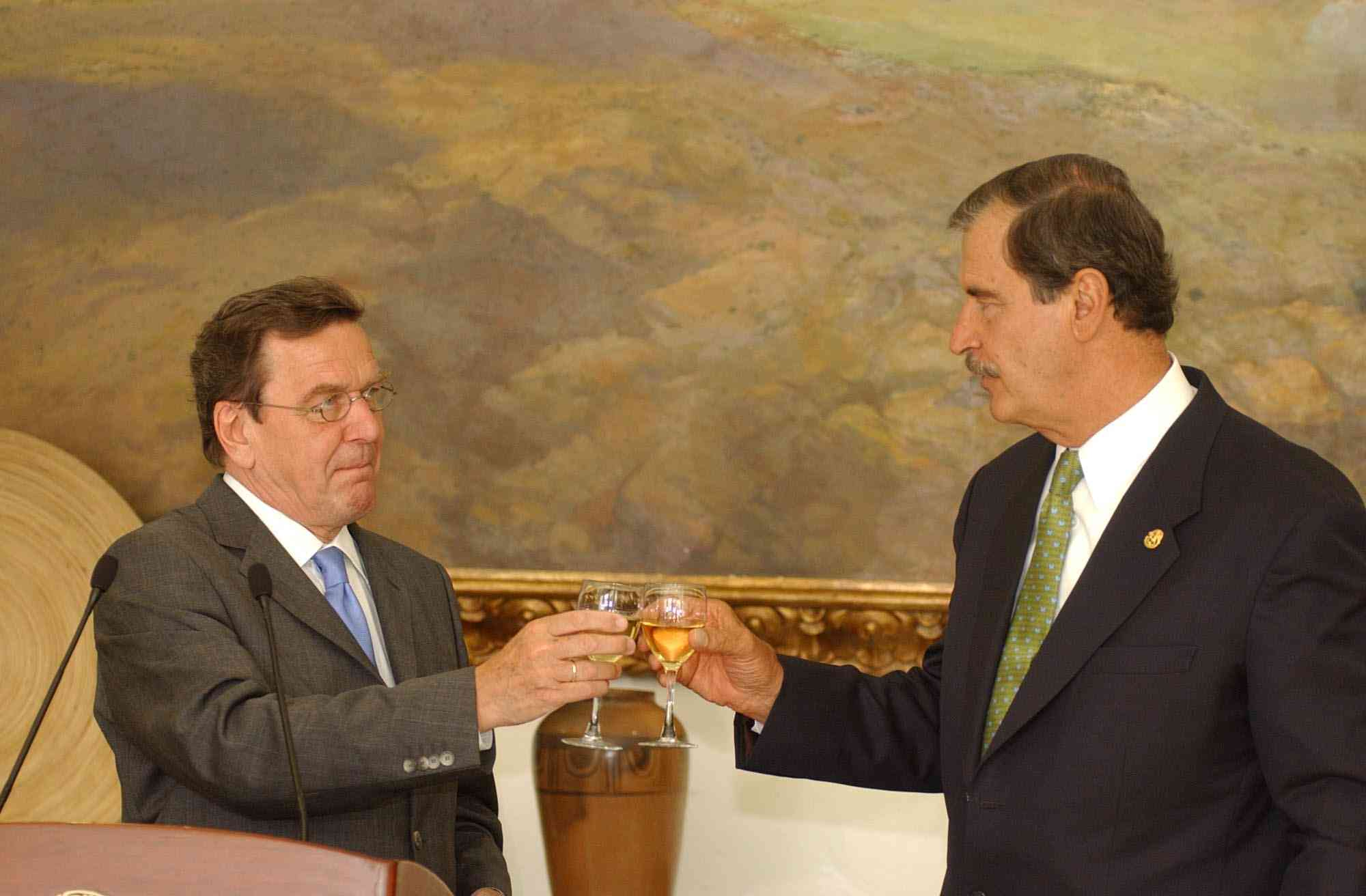
El excanciller alemán Gerhard Schröder (izq.) brindando con el expresidente Vicente Fox, en Los Pinos.

- Miguel de la Madrid Hurtado 1982-1988
- Carlos Salinas de Gortari 1988-1994
- Ernesto Zedillo Ponce de León 1994-2000
- Vicente Fox Quesada 2000-2006
- Felipe Calderón Hinojosa 2006-2012
- Enrique Peña Nieto 2012-2018

## Los jardines y sus alrededores

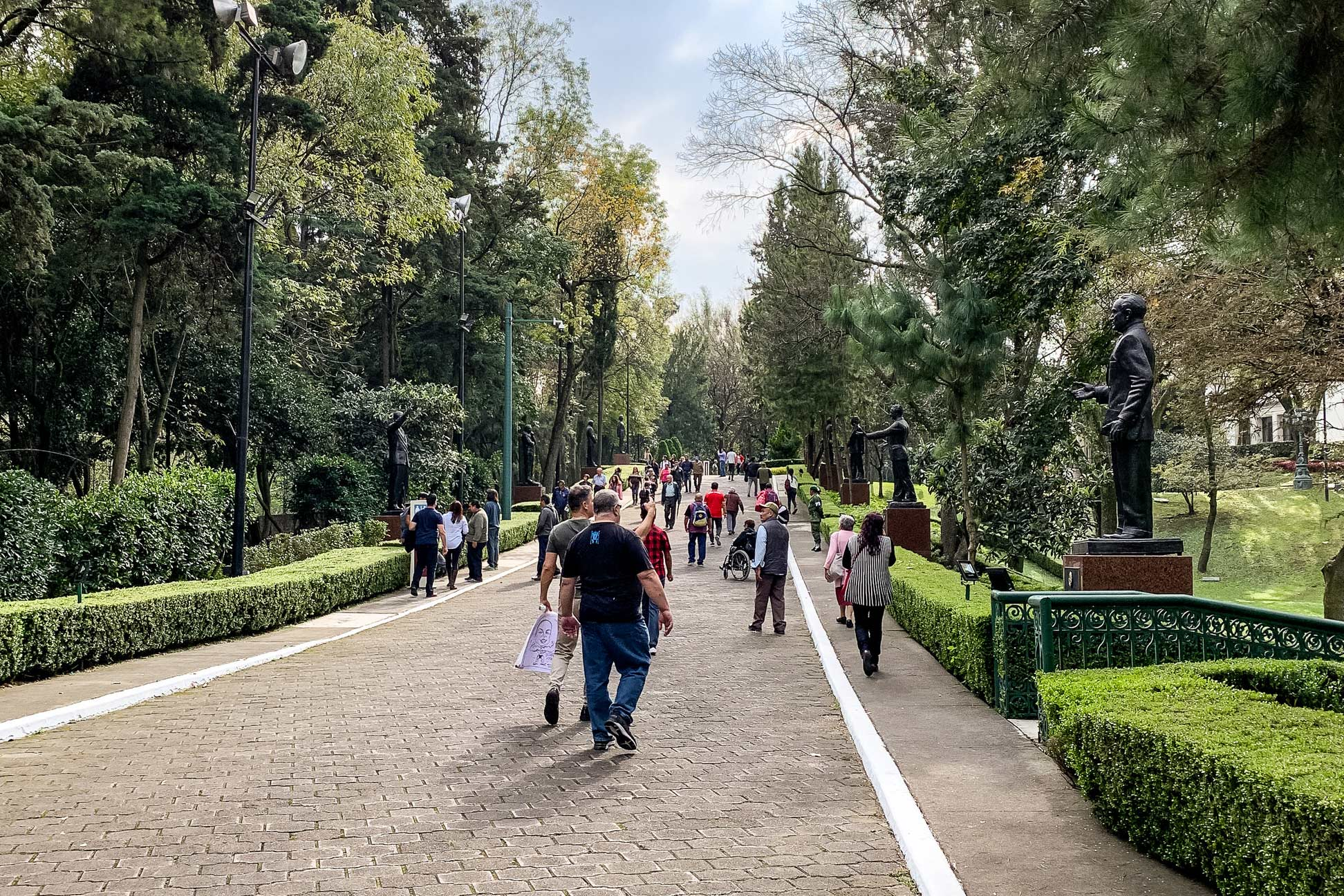
Entrada a Los Pinos.

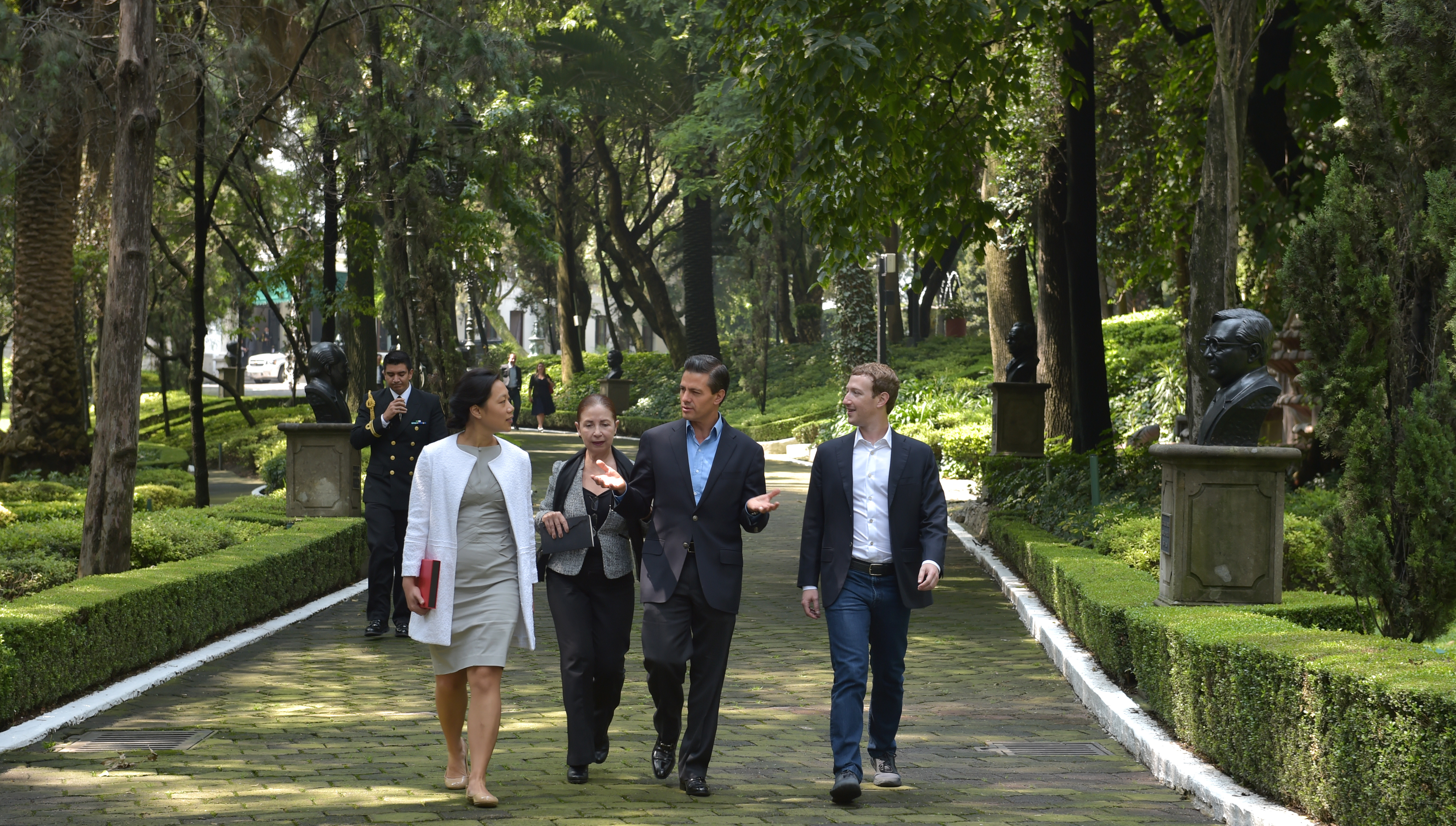
El entonces presidente Enrique Peña Nieto junto al empresario estadounidense Mark Zuckerberg y compañía en un jardín de los alrededores de Los Pinos.

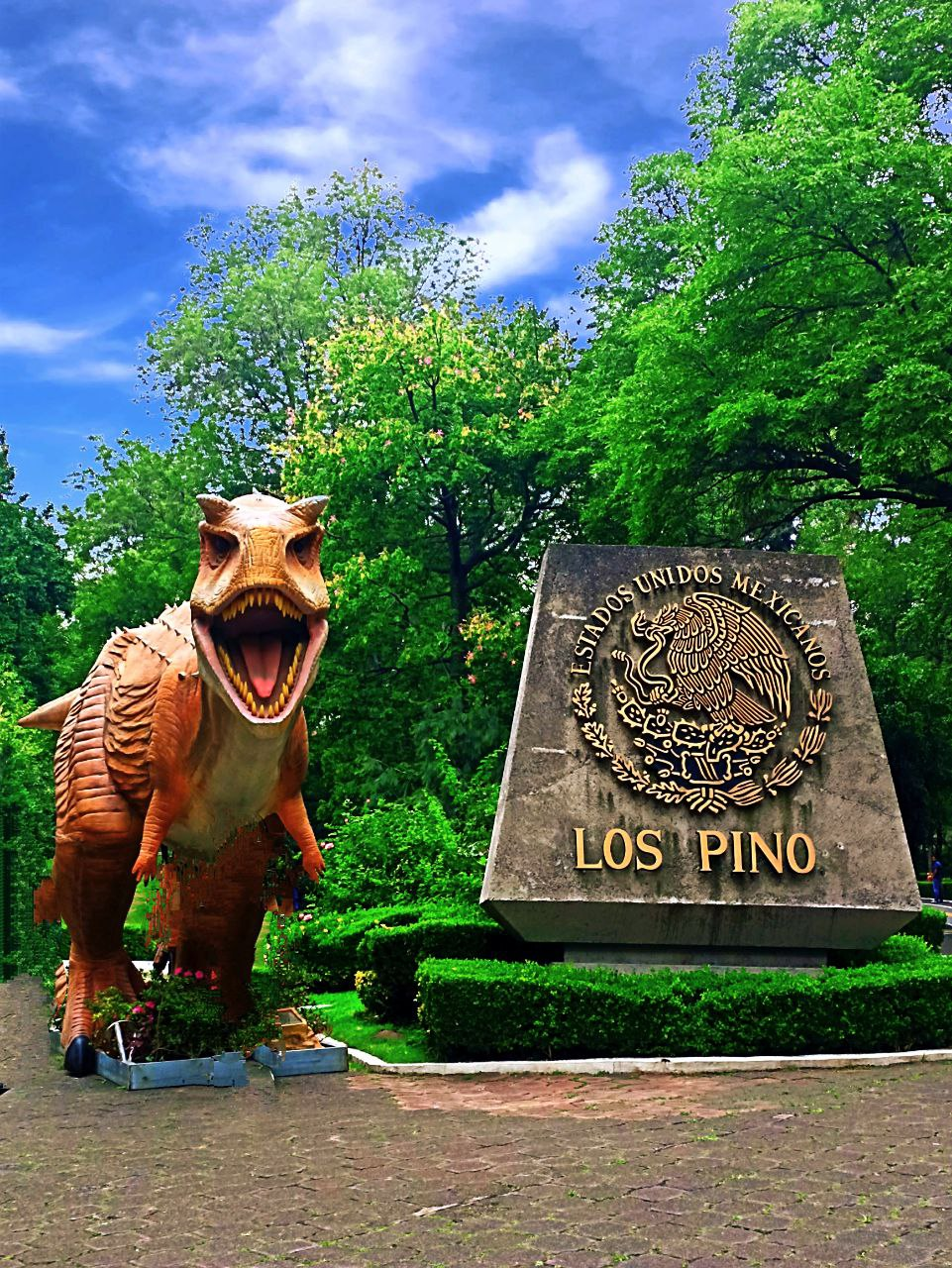
Entrada al Centro Cultural Los Pinos durante la exposición Dinos en Los Pinos: Dimensiones prehistóricas, julio 2023

Además de las casas anteriormente mencionadas, la residencia oficial de Los Pinos cuenta con la casa Adolfo Ruiz Cortines en donde sobresalen los salones de los Presidentes y el Venustiano Carranza.
La Calzada de la Democracia, en homenaje a algunos de los personajes representativos de la lucha por la democracia que se ha librado durante el siglo XX a lo largo de esta se encuentran los bustos de José Vasconcelos, Manuel Gómez Morin, Daniel Cosío Villegas, Amalia González Caballero de Castillo Ledón, Salvador Nava, Heberto Castillo, Manuel Clouthier, Carlos Castillo Peraza y Luis Donaldo Colosio.
En esta área se encuentran también las esculturas de Miguel Hidalgo y Costilla y José María Morelos y Pavón, destacados personajes de la Independencia de México, estas fueron creadas por Ernesto Tamariz y colocadas durante el gobierno de Miguel de la Madrid, también un jardín con los Bustos de Benito Juárez, Melchor Ocampo y Miguel Lerdo de Tejada, en honor a los creadores de las Leyes de Reforma. 
Al fondo de la residencia se encuentra la Calzada de los Presidentes, en donde se muestran las estatuas de los catorce presidentes que anteriormente vivieron en los Pinos, desde Lázaro Cárdenas hasta Enrique Peña Nieto. También existen los Salones Adolfo López Mateos y Manuel Ávila Camacho, los cuales se utilizan en diversos eventos y se localizan cerca de la construcción del antiguo Molino del Rey y del Museo del Estado Mayor Presidencial.

## Domicilio
Complejo Cultural de Los Pinos, Puerta 2, Avenida Molino del Rey s/n (Av. Parque Lira) Casa Miguel Alemán, PB, Colonia San Miguel Chapultepec, C.P. 11850, Alcaldía Miguel Hidalgo, Ciudad de México, México.